# Thomas Fischer (Fußballspieler, 1955)
Thomas Fischer (* 21. März 1955) ist ein ehemaliger deutscher Fußballtorwart. Zwischen 1978 und 1981 spielte er für Chemie Böhlen in der DDR-Oberliga, der höchsten Spielklasse im DDR-Fußball.

## Sportliche Laufbahn
Von 1973 bis 1975 stand Thomas Fischer in 20 Punktspielen für die zweite Mannschaft des 1. FC Lokomotive Leipzig, die in der zweitklassigen DDR-Liga spielte, im Tor. 1975 stieg die Mannschaft in die Bezirksliga ab.
Erst in der Saison 1977/78 tauchte Fischer wieder im höherklassigen Fußball auf. Nach seinem Wechsel zur BSG Chemie Böhlen gehörte er zu deren Oberliga-Aufgebot, kam aber nur in einem Punktspiel zum Einsatz, während er die meisten Spiele in der Nachwuchsoberliga bestritt. Auch 1978/79 hatte er gegen Freimuth Bott keine Chance, den er nur in einem Oberligaspiel ersetzte. Nach dieser Saison stieg Böhlen in die DDR-Liga ab, wo 1979/80 Werner Friese sein Konkurrent mit 15 Ligaeinsätzen war, denen Fischer nur sieben Einsätze entgegensetzen konnte. Er wurde aber in drei der acht Aufstiegsspiele aufgeboten, in denen die BSG Chemie den sofortigen Wiederaufstieg schaffte. In der Oberligaspielzeit 1980/81 kehrte Bott wieder als Nummer eins ins Böhlener Tor zurück, und Fischer spielte nur zweimal in der Oberliga, aus der Böhlen sofort wieder abstieg. Seine letzte Saison in Böhlen spielte Fischer 1981/82. Wieder in der DDR-Liga angekommen, war er nur noch Torwart Nr. drei und wurde nur in einem Ligaspiel aufgeboten. Für 1982/83 führte ihn Chemie Böhlen noch für das Oberligakollektiv, ohne dass er noch einmal zum Einsatz kam.
Von 1983 bis 1988 spielte Fischer bei Motor Grimma. 1984 wurde er mit der Mannschaft Leipziger Bezirksmeister und stieg mit ihr in die DDR-Liga auf. Nachdem er 1984/85 in allen 34 Ligaspielen im Tor gestanden hatte, verlor er in der folgenden Spielzeit seinen Stammplatz an Dietmar Sahlbach. Diesen löste er in den nächsten beiden Spielzeiten wieder als Nr. eins ab. Obwohl er auch für die Saison 1988/89 wieder als erster Torwart nominiert wurde, kam er in der DDR-Liga nicht mehr zum Einsatz. Nach vier Spielen in der Oberliga, 126 Einsätzen in der DDR-Liga und drei Aufstiegsspielen war Thomas Fischers Laufbahn 1988 im DDR-weiten Fußballspielbetrieb beendet.